# Anemos
L'Anemos è un traghetto appartenente alla compagnia di navigazione Aegean Sea Lines.

## Servizio
Varato e battezzato il 14 agosto 1979 nel cantiere navale Wärtsilä di Turku con il nome di Rosella dalla madrina Agneta Lundqvist e consegnato il 25 aprile 1980 alla S-F Line, prende servizio il 23 maggio
nei collegamenti tra Naantali, Mariehamn e Kappelskär.
Il 1º giugno 1981 prende servizio nei collegamenti tra Turku, Mariehamn e Stoccolma.
Nell'ottobre del 1981 il traghetto  viene speronato da una piccola imbarcazione da diporto condotta da un uomo ubriaco, non riportando tuttavia danni di rilievo.
Il 24 maggio 1982, durante la messa in secca in bacino, vengono scoperte gravi deficienze alle pinne e allo scafo.
L'11 novembre 1982 entra in collisione con la fiancata sinistra con la banchina del porto di Mariehamn a causa delle condizioni meteo avverse.
Il 10 giugno 1983, durante la navigazione verso Stoccolma, si verifica un grave guasto al settimo pistone del motore principale. Tuttavia, riesce comunque a raggiungere la capitale svedese senza problemi.
Dal 15 al 28 agosto 1983 opera nei collegamenti tra Naantali, Mariehamn e Kappelskär.

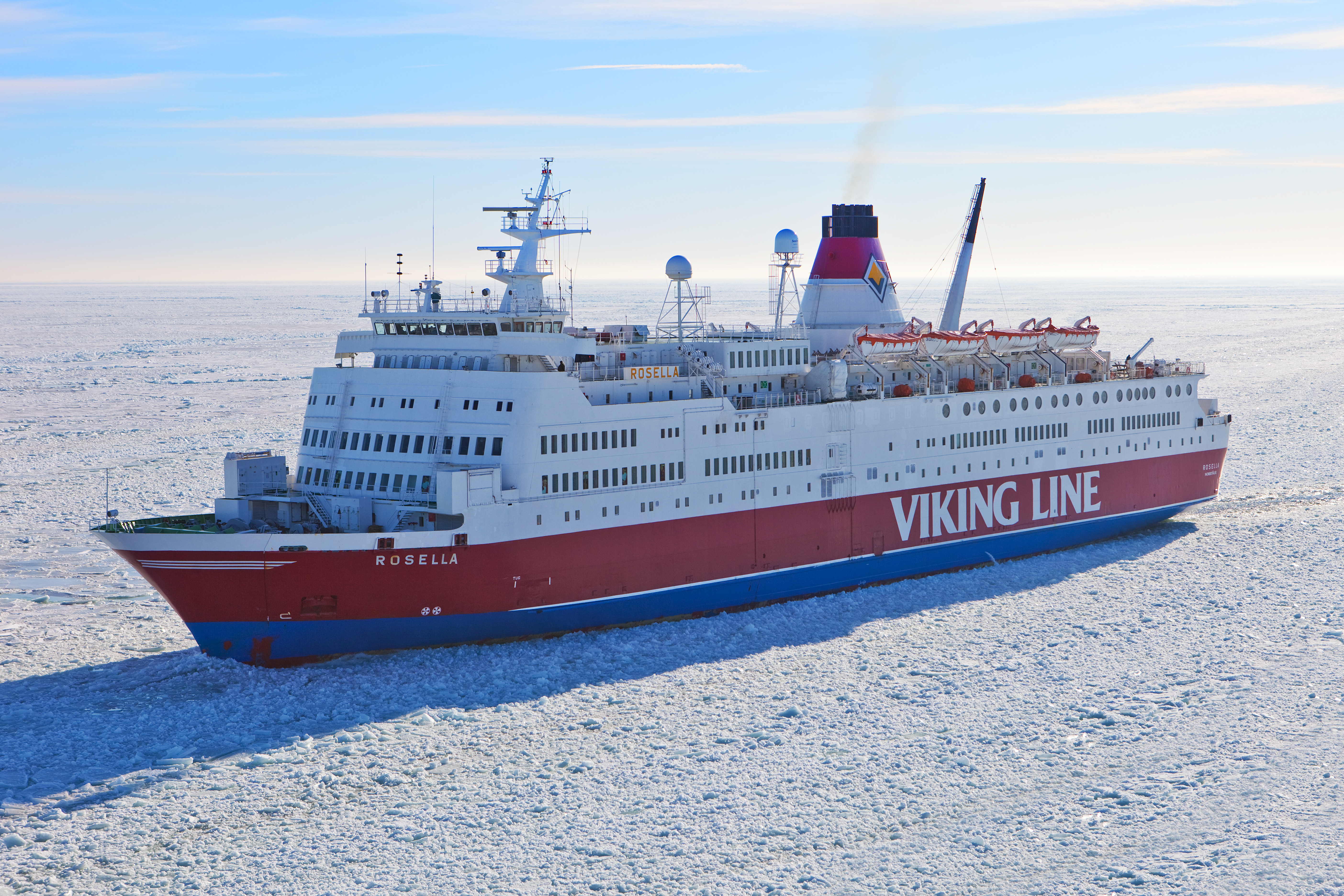
Il Rosella in navigazione verso Mariehamn nel 2011.

Il 4 giugno 1984, durante i lavori di manutenzione ordinaria nel bacino di carenaggio di Turku, viene riscontrata un'eccessiva usura della chiglia, data dalla forza erosiva del ghiaccio.
Il 19 novembre 1984, sversa circa 300 litri di carburante in mare durante la sosta a Turku.
Il 4 febbraio 1985 rimane bloccato tra i banchi di ghiaccio durante la navigazione nell'arcipelago delle Åland, riuscendo a liberarsi solamente dopo un paio d'ore grazie all'assistenza del rompighiaccio Ymer.
Il 6 maggio 1985, durante la messa in secca in bacino, vengono di nuovo scoperte gravi deficienze allo scafo e alle eliche.
Il 26 luglio 1985 scoppia una piccola epidemia di salmonella e dissenteria a bordo del traghetto, costringendo cinque membri dell'equipaggio allo sbarco ed al loro trasferimento nel vicino ospedale di Turku.
Intorno alle 3 del mattino del 6 marzo 1987 entra in collisione con il compagno di flotta Diana II nei pressi di Sottunga a causa del ghiaccio. Entrambi i traghetti riportarono ingenti danni allo scafo.
Nel luglio del 1988 entra in collisione con la banchina del porto di Turku.
Il 13 ottobre 1988 prende servizio nei collegamenti tra Kappelskär, Mariehamn e Naantali in sostituzione del gemello Turella, da poco ceduto alla Stena Line.
Il 20 ottobre 1990 entra in collisione con una barca a vela nei pressi di Erstan.
Dall'8 febbraio al 12 marzo 1990 opera nei collegamenti tra Mariehamn e Stoccolma in sostituzione dell'Amorella, in riparazione dopo essersi arenato.
Nell'autunno del 1993 viene sottoposto ad intensi lavori di ristrutturazione nel cantiere Finnyard di Rauma, durante i quali il ponte 4 viene trasformato in un ponte cabine, per un costo complessivo di 140 milioni di marchi finlandesi. Dal 1º gennaio 1994 torna in servizio nei collegamenti tra Stoccolma, Mariehamn e Turku.
Nell'ottobre del 2010, in seguito al naufragio dell'Estonia, il portellone di prua viene saldato per questioni di sicurezza. Successivamente, viene dissaldato, continuando tuttavia ad eseguire le operazioni di sbarco ed imbarco esclusivamente con l'utilizzo dei portelloni di poppa.
Il 12 aprile 1995 viene trasferito alla neonata Viking Line.
Dal 29 maggio al 23 agosto 1995 opera nei collegamenti tra Kappelskär, Mariehamn e Naantali. Il giorno stesso, viene trasferito sulla Stoccolma-Mariehamn-Turku, continuando ad alternarsi su queste due rotte fino al 18 aprile 1997.
Da aprile 1997 all'agosto del 2002 viene saltuariamente impiegato in alcune minicrociere tra Stoccolma e Mariehamn con il nome d'arte di Dancing Queen.
Dal 15 giugno al 18 agosto 1997 viene impiegato nei collegamenti tra Kappelskär, Mariehamn e Turku in sostituzione dell'Isabella.
Dall'8 al 12 giugno 1998 sostituzione di nuovo l'Isabella sulla Stoccolma-Mariehamn-Turku. Dalla sera stessa viene trasferito nei collegamenti tra Kappelskär, Mariehamn e Turku, dove opera fino al 17 agosto.
Il 22 novembre 1998, in seguito alla collisione del Silja Europa con la banchina del porto di Mariehamn, accoglie circa 200 passeggeri provenienti da quest'ultimo.
Dal 21 giugno al 15 agosto 1999 opera nei collegamenti tra Kappelskär, Mariehamn e Turku. Dal giorno successivo, torna in servizio sulla Turku-Mariehamn-Stoccolma in sostituzione dell'Amorella.
Dal 3 al 19 aprile 2000 sostituisce l'Isabella sulla Stoccolma-Mariehamn-Långnäs.
Dal 20 giugno al 17 agosto 2000 opera sulla Kappelskär-Mariehamn-Turku.
Dal 27 agosto al 3 ottobre 2000 viene impiegato nei collegamenti tra Stoccolma, Mariehamn e Turku in sostituzione dell'Isabella, momentaneamente trasferito sulla Stoccolma-Mariehamn-Helsinki in sostituzione del Mariella, fermo per lavori di manutenzione ordinaria.
Dal 18 giugno al 13 agosto 2001 opera nei collegamenti tra Kappelskär, Mariehamn e Turku.
Dal 21 dicembre 2001 al 13 febbraio 2002 viene impiegato nei collegamenti tra Stoccolma, Mariehamn, Långnäs e Turku in sostituzione dell'Isabella, incagliato al largo di Långnäs.
Dal 17 giugno all'11 agosto 2002 opera nei collegamenti tra Kappelskär, Mariehamn e Turku.
Il 15 ottobre 2002 viene annunciato che dall'autunno del 2003, il Viking Cinderella prenderà il posto del Rosella nelle minicrociere Dancing Queen.
Dal 23 giugno all'11 agosto 2003 opera nei collegamenti tra Kappelskär, Mariehamn, Långnäs e Turku. Successivamente, il 17 agosto, viene trasferito nei collegamenti tra Helsinki e Tallinn.

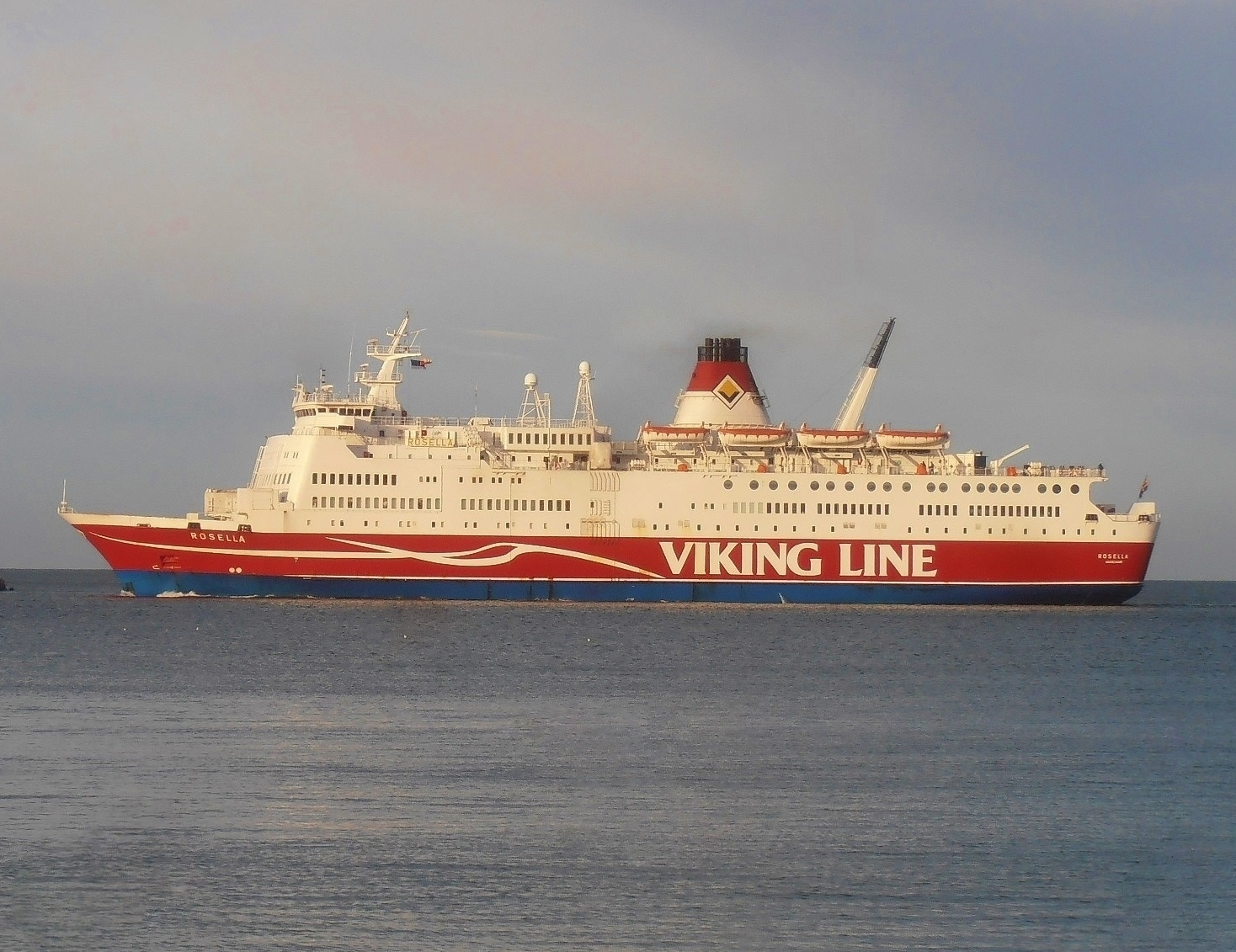
Il Rosella in arrivo a Tallinn nel 2020.

Il 11 ottobre 2004 viene speronato dal traghetto AutoExpress nel porto di Tallinn a causa delle condizioni meteo avverse.
Il 28 aprile 2008 termina il servizio sulla Helsinki-Tallinn e viene disarmato a Kopli. Il 30 maggio successivo torna regolarmente in servizio sulla Mariehamn-Kappelskär.
Dal 20 al 29 marzo 2011 opera nei collegamenti tra Helsinki e Tallinn. Dal giorno successivo torna in servizio nei collegamenti tra Mariehamn e Kappelskär.
Il 15 dicembre 2013 esegue una traversata notturna tra Mariehamn e Stoccolma in sostituzione dell'Amorella, incagliato.
Dal 16 gennaio al 3 febbraio 2017 e dall'8 al 24 gennaio 2020 opera sulla Helsinki-Tallin. Successivamente, torna in entrambe le occasione ad operare sulla propria rotta.

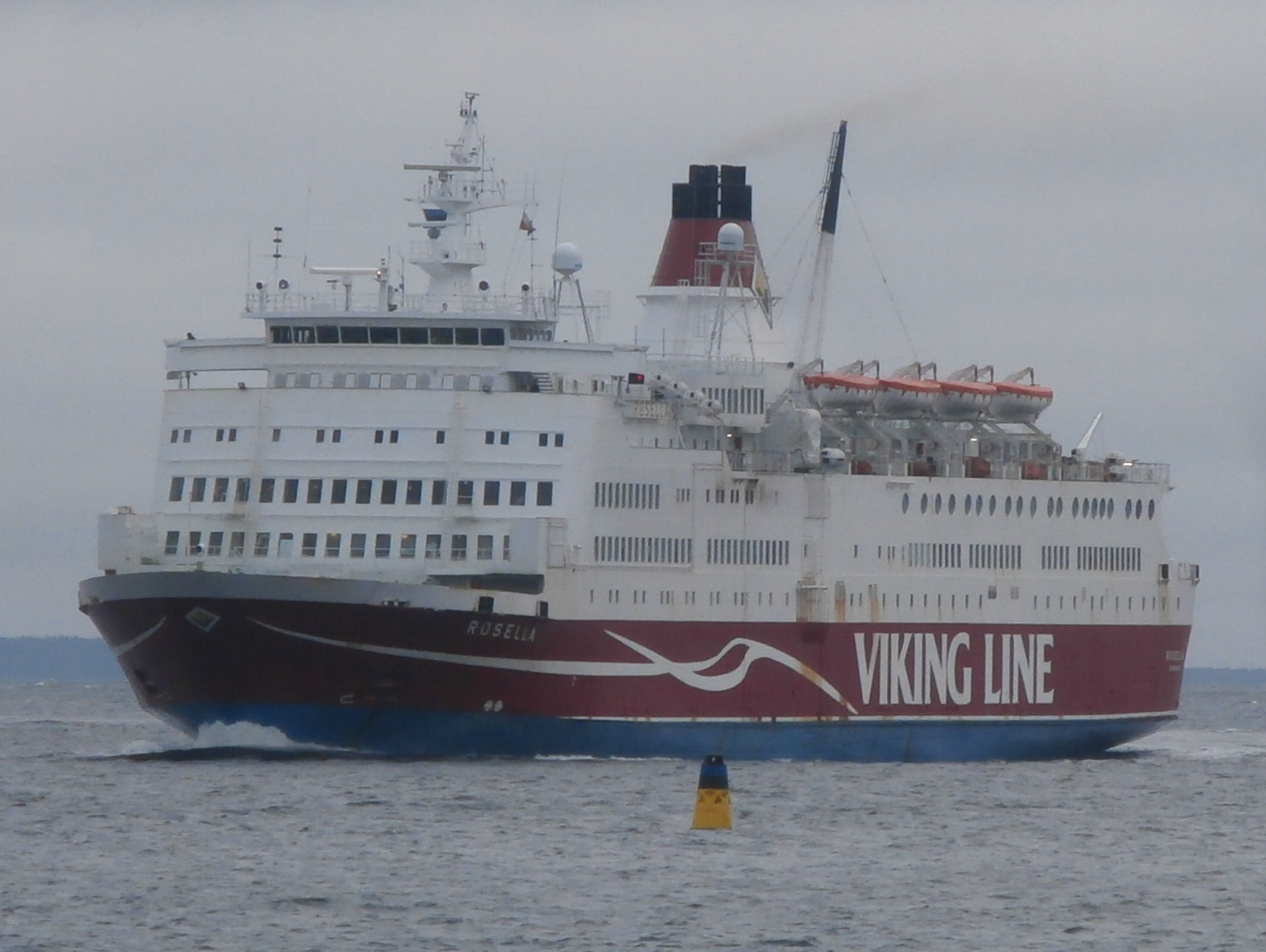
Il Rosella in arrivo a Tallinn nel 2017.

Il 17 marzo 2020, in seguito alla chiusura delle frontiere a causa della pandemia di COVID-19, viene disarmato. Dal 31 marzo, torna regolarmente in servizio sulla Mariehamn-Kappelskär.
L'8 dicembre 2022 viene venduto alla greca Aegean Sea Lines per 11,25 milioni di euro, con consegna prevista a gennaio 2023.
L'8 gennaio 2023, dopo 10 anni di servizio sulla Mariehamn-Kappelskär, viene disarmato ed il 17 gennaio consegnato al nuovo armatore, dal quale viene ribattezzato Anemos.
Il 24 gennaio 2023 salpa da Mariehamn per i cantieri navali di Perama, dove giunge il 7 febbraio dopo aver fatto scalo a Göteborg, Algeciras ed al Pireo.

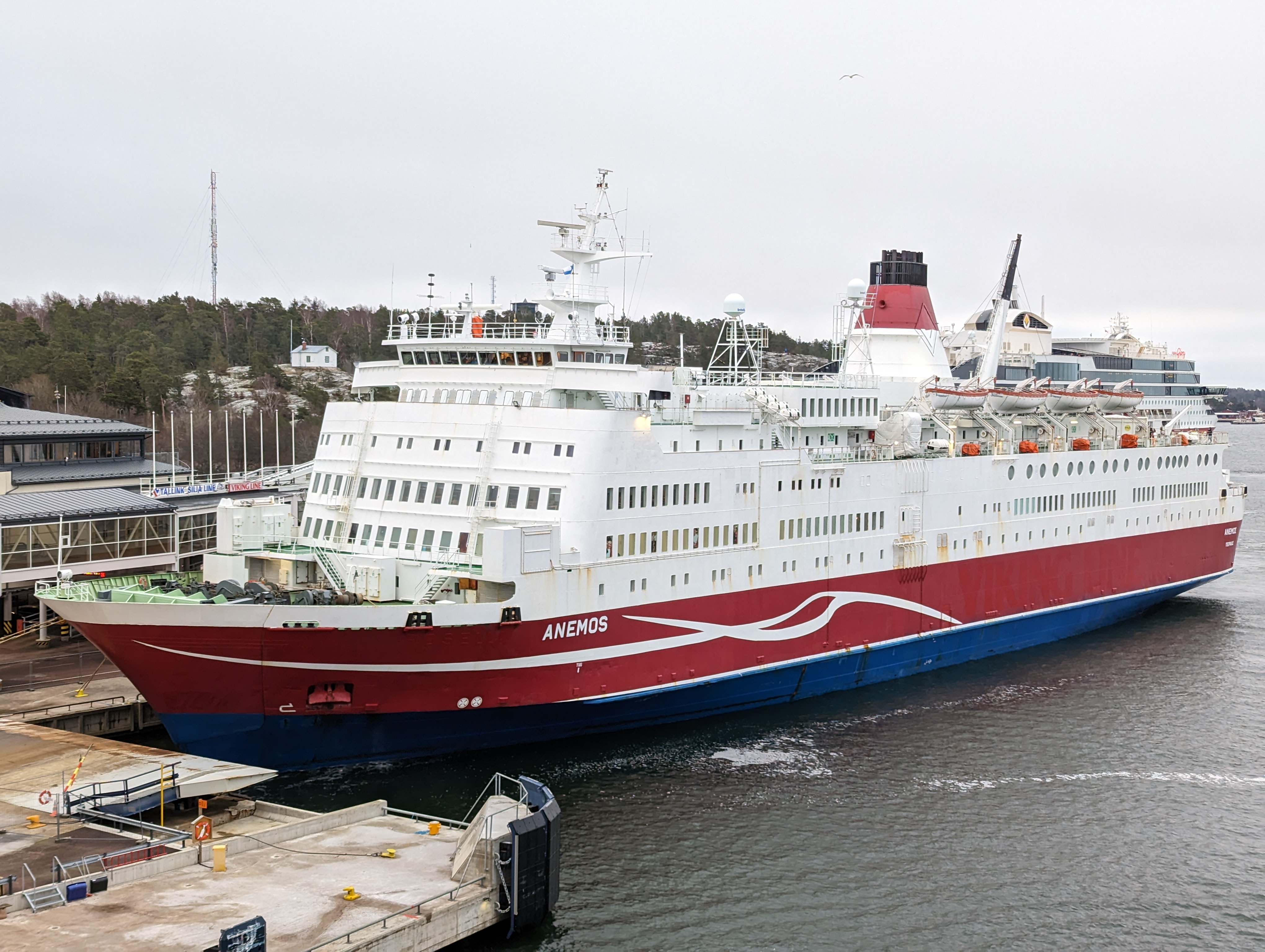
L'Anemos in partenza da Mariehamn per Il Pireo.

Il 24 aprile 2023, durante i lavori di ristrutturazione, scoppia un incendio nel ponte 5, prontamente domato dall'equipaggio.
A lavori terminati, il 4 agosto viene trasferito al Pireo, prendendo servizio il giorno seguente nei collegamenti tra Il Pireo, Sifnos, Milos, Serifos, Ios e Santorini, dove opera tutt'oggi.

## Navi gemelle
- Rigel III (ex Turella e Regina della Pace)